# Acontista mexicana
Acontista mexicana es una especie de mantis de la familia Acanthopidae.

## Distribución geográfica
Se encuentra en Brasil, Costa Rica, Guatemala,  México, Nicaragua y Panamá.